# Degeneração Walleriana
Degeneração Walleriana é um processo resultante do corte ou esmagamento de uma fibra nervosa, no qual a parte do axônio que é separada do corpo do neurônio degenera distalmente em relação à lesão.